# Xanthopimpla nigritarsis
Xanthopimpla nigritarsis là một loài tò vò trong họ Ichneumonidae.